# Salvador Romero Valencia
Salvador Romero Valencia (nacido el 30 de octubre de 1960) es un empresario mexicano. Fungió como diputado Federal de la LXII Legislatura del Congreso mexicano representando al Distrito IV con sede en Jiquilpan, Michoacán desde el 29 de agosto de 2012 hasta el 31 de agosto de 2015. Romero Valencia decidió no continuar una carrera política al terminar su cargo como diputado Federal. Actualmente se dedica a ser empresario de tiempo completo en Alcoholera de Zapopan, empresa donde es fundador y socio principal.